# Kościół św. Michała Archanioła w Lubowie
Kościół pw. św. Michała Archanioła w Lubowie – zabytkowy katolicki kościół filialny znajdujący się w Lubowie (powiat sulęciński). Należy do parafii Matki Bożej Królowej Polski w Boczowie. 

## Historia

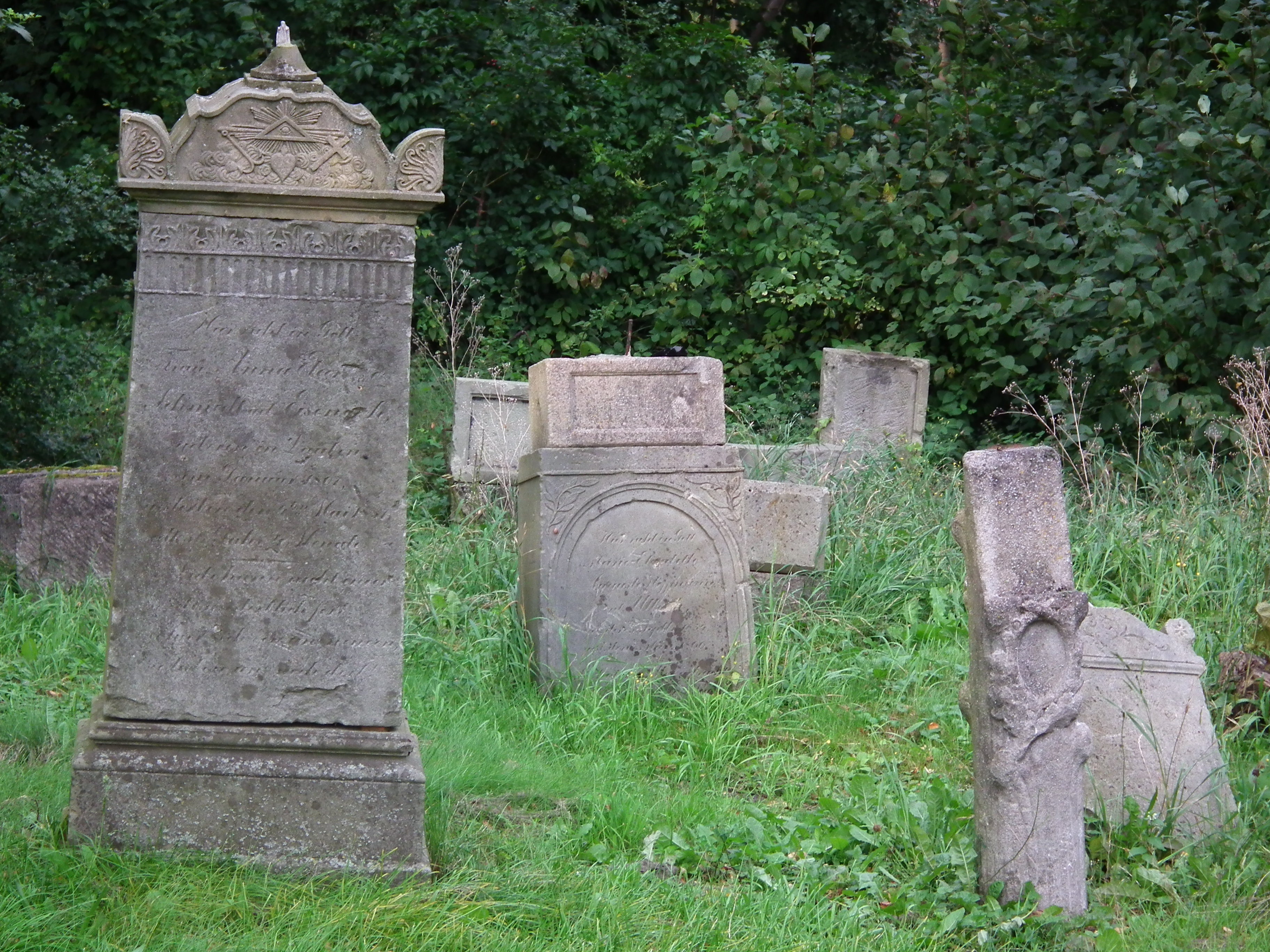
Fragment lapidarium

Wieś od 1286 należała do zakonu templariuszy ze Słońska, a od 1350 do joannitów z tej samej miejscowości. W 1405 wieś należała do parafii w Ośnie Lubuskim.  
W 1520 wzniesiono kościół i nie była to pierwsza świątynia w tym miejscu. W 1546 dobudowano wieżę z drewna. W latach 1621–1686 prowadzono prace renowacyjne fundowane przez lokalnych chłopów. Na balustradzie chóru muzycznego wyryto wówczas nazwiska fundatorów i lokalnego pastora.  
Na wyposażenie świątyni składały się wówczas takie dobra jak: ołtarz ambonowy, pulpit na śpiewniki, tablica herbowa rodziny von Buch i portret Marcina Lutra. W 1693 wieżę oszalowano deskami dębowymi, a jej dach pokryto łupkiem. Na chorągiewce umieszczono datę tej renowacji. W 1810 Prusacy skasowali zakon joannitów. 
Bogate zdobienia kościoła (wykonane przed reformacją) były przyczyną drwin protestantów, którzy znali lokalne powiedzenie pstrokato jak w lubowskim kościele. W 1863 dobudowano północną kruchtę w stylu neogotyckim (mistrz murarski Th. Michel otrzymał w ramach wynagrodzenia część ruchomości stanowiących dotąd wyposażenie świątyni – wywiózł je do Ośna Lubuskiego). W połowie XIX wieku przebudowano okna na półkoliste (z gotyckich – ostrołukowych). Po 1918 na ścianie południowej umieszczono tablicę ku czci ofiar I wojny światowej. 
W latach 40. XX wieku, po odzyskaniu kościoła przez katolików, rozebrano drewnianą wieżę, a także zdemontowano część zbędnego wyposażenia (ołtarz ambonowy, empory). W drugiej połowie XX wieku kościół wyremontowano, m.in. wylano betonową posadzkę w miejsce ceramicznej. 10 kwietnia 1961 obiekt wpisano do rejestru zabytków. W 2010 badania stratygraficzne potwierdziły istnienie fresków z okresu średniowiecza. Również w 2010, po uporządkowaniu terenu przykościelnego, z resztek nagrobków utworzono lapidarium. W 2012 dokonano remontu więźby dachowej i pokrycia dachu.

## Architektura
Orientowana, halowa, czteroprzęsłowa świątynia wzniesiona jest na rzucie prostokąta. Na osi znajduje się portal zamknięty łukiem pełnym. Na skrajach szczytu istnieją dwie wąskie blendy, a w jego centrum dawne przejście do wieży zamknięte drewnianymi drzwiami. Sklepienie jest sieciowe. Nad bocznym wejściem od wewnątrz wimperga zwieńczająca ostrołukowy portal. Korpus nawy i kruchtę przykrywają dachy dwuspadowe, a prezbiterium – dach trójboczny. Posadzka znajduje się poniżej aktualnego poziomu gruntu. 

## Otoczenie
Przy kościele, oprócz lapidarium znajduje się pomnik Jana Pawła II z 2010, wzniesiony z fundacji mieszkańców wsi.